# Републикански път III-114
Републикански път IIІ-114 е третокласен път, част от републиканската пътна мрежа на България, на територията на области Монтана и Видин. Дължината му е 72,6 км.
Пътят започва от 46,5 км на Републикански път II-11 в град Лом и на протежение от 51,7 км преминава по левия бряг на река Лом през селата: Сталийска махала, Василовци, Дондуково, Динково, Тополовец, Дреновец и Ружинци. След махала Фалковец на село Яньовец се изкачва по долината на Чупренска река и през селата Протопопинци и Търговище достига до село Чупрене. От там нагоре на протежение от 7 – 8 км пътят представлява полски (горски) път без настилка, а на 3 – 4 км преди Светиниколския проход и границата със Сърбия път няма.
При 29,6 км, в село Дреновец надясно се отклонява Републикански път III-1142 (19,3 км), който през селата Воднянци и Костичовци достига до 17,6 км на Републикански път III-1102 източно от град Димово.
| Пътища, отклоняващи се надясно (населено място, № на пътя, посока на пътя) | Км   | Пътища, отклоняващи се наляво (посока на пътя, № на пътя, населено място) |
| -------------------------------------------------------------------------- | ---- | ------------------------------------------------------------------------- |
| Община Лом, Област Монтана II-11, 46,5 км гр. Лом →                        | 0,0  | → гр. Лом, 46,5 км, II-11, Област Монтана Община Лом                      |
|                                                                            | 8,9  | → общински път (за с. Трайково                                            |
| (за с. Орсоя) общински път с. Сталийска махала ←                           | 12,2 | с. Сталийска махала                                                       |
|                                                                            | 12,9 | → общински път (за с. Аспарухово)                                         |
| Община Брусарци                                                            | 13,5 | Община Брусарци                                                           |
| с. Василовци                                                               | 14,9 | с. Василовци                                                              |
| с. Дондуково                                                               | 17,7 | с. Дондуково                                                              |
|                                                                            | 19,3 | ← 7,7 км III-1121 (от гр. Брусарци)                                       |
| Община Ружинци, Област Видин                                               | 23,2 | Област Видин Община Ружинци                                               |
| с. Динково                                                                 | 22,4 | с. Динково                                                                |
| III-112 8,7 км с. Тополовец →                                              | 24,7 | → с. Тополовец 8,7 км III-112                                             |
| III-1142 0 км с. Дреновец ←                                                | 29,6 | с. Дреновец                                                               |
|                                                                            | 32,2 | → общински път (за с. Роглец)                                             |
|                                                                            | 34,6 | → общински път (за с. Бело поле)                                          |
|                                                                            | 35,8 | → общински път (за с. Бело поле)                                          |
|                                                                            | 37,9 | → общински път (за с. Дражинци)                                           |
| I-1 62,4 км с. Ружинци →                                                   | 42,7 | → с. Ружинци 62,4 км I-1                                                  |
| Община Димово                                                              | 44,6 | Община Димово                                                             |
| (за с. Върбовчец) общински път ←                                           | 47,7 |                                                                           |
| Община Чупрене, III-102 30,1 км →                                          | 48,7 | → 30,1 км III-102, Община Чупрене                                         |
| III-102 28,3 км →                                                          | 50,5 | → 28,3 км III-102                                                         |
| с. Протопопинци                                                            | 53,4 | с. Протопопинци                                                           |
| с. Търговище                                                               | 59,6 | → с. Търговище общински път (за с. Репляна)                               |
| (за с. Върбово) общински път с. Чупрене ←                                  | 61,4 | с. Чупрене                                                                |
| граница със Сърбия, Светиниколски проход                                   | 72,6 | Светиниколски проход, граница със Сърбия                                  |

Забележки
1. ↑  На протежение от 1,8 км (от км 48,7 до км 50,5) път ІІІ-114 се дублира с път III-102 (от км 28,3 до км 30,1)
2. ↑  След с. Чупрене на протежение от 7 – 8 км пътят представлява полски (горски) път без настилка, а на 3 – 4 км преди Светиниколския проход и границата със Сърбия път няма